# Erik Johan Löfgren
Erik Johan Löfgren, né le 15 mai 1825 à Turku – mort le 10 décembre 1884 à Turku, est un peintre finlandais,.

## Peintures d'Erik Johan Löfgren

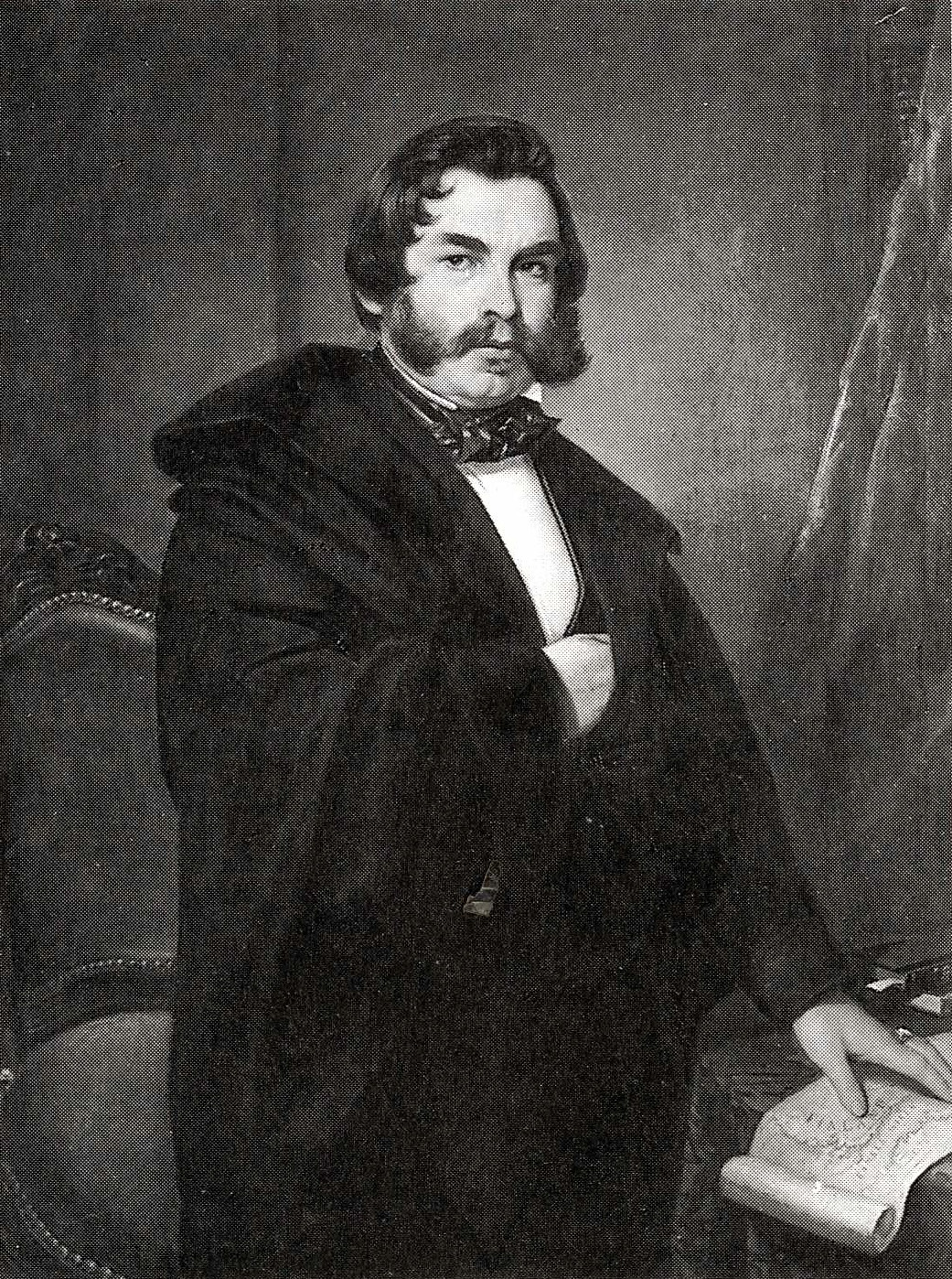
Fredrik Cygnaeus, 1858
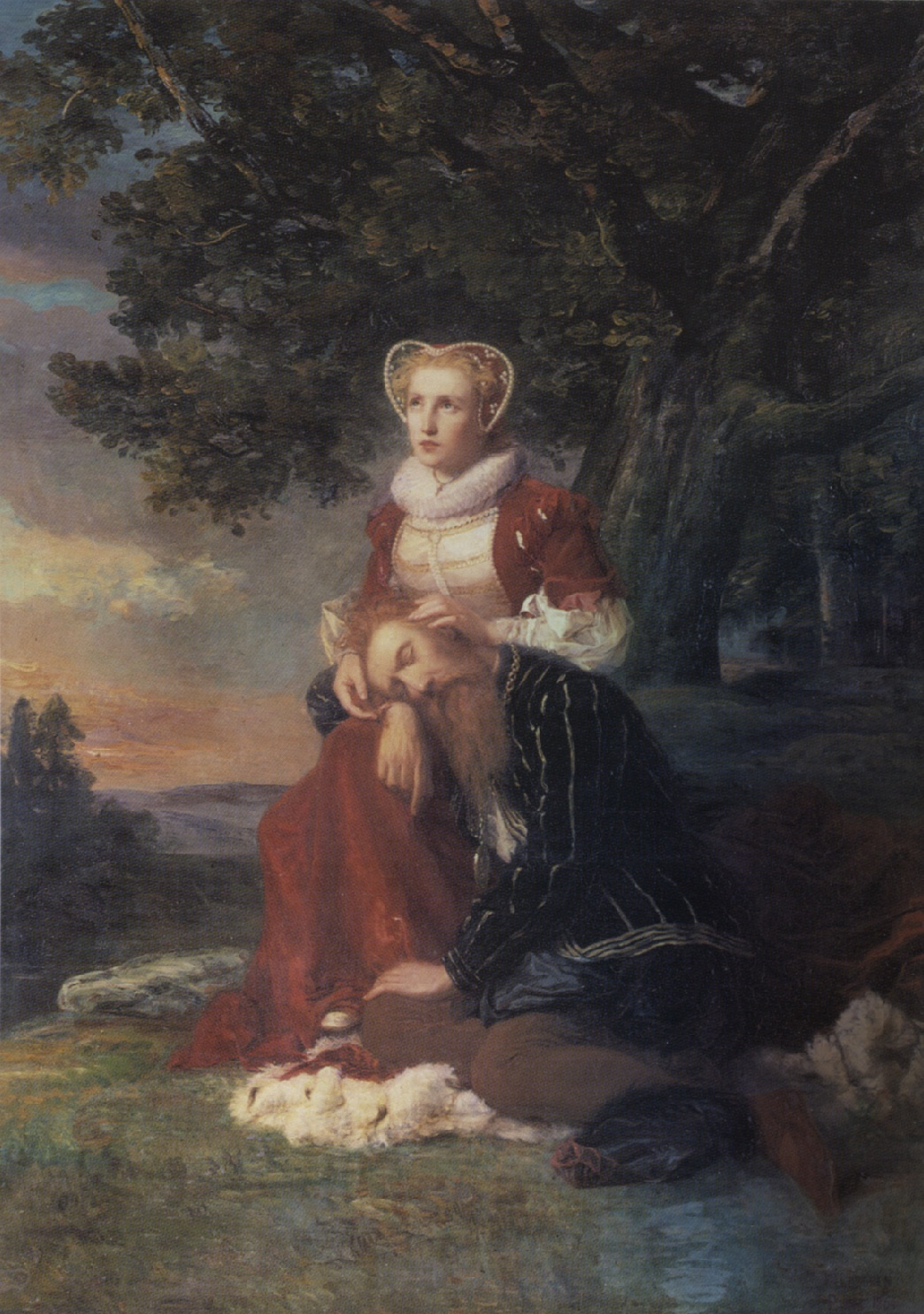
Éric XIV et Karin Månsdotter, 1864
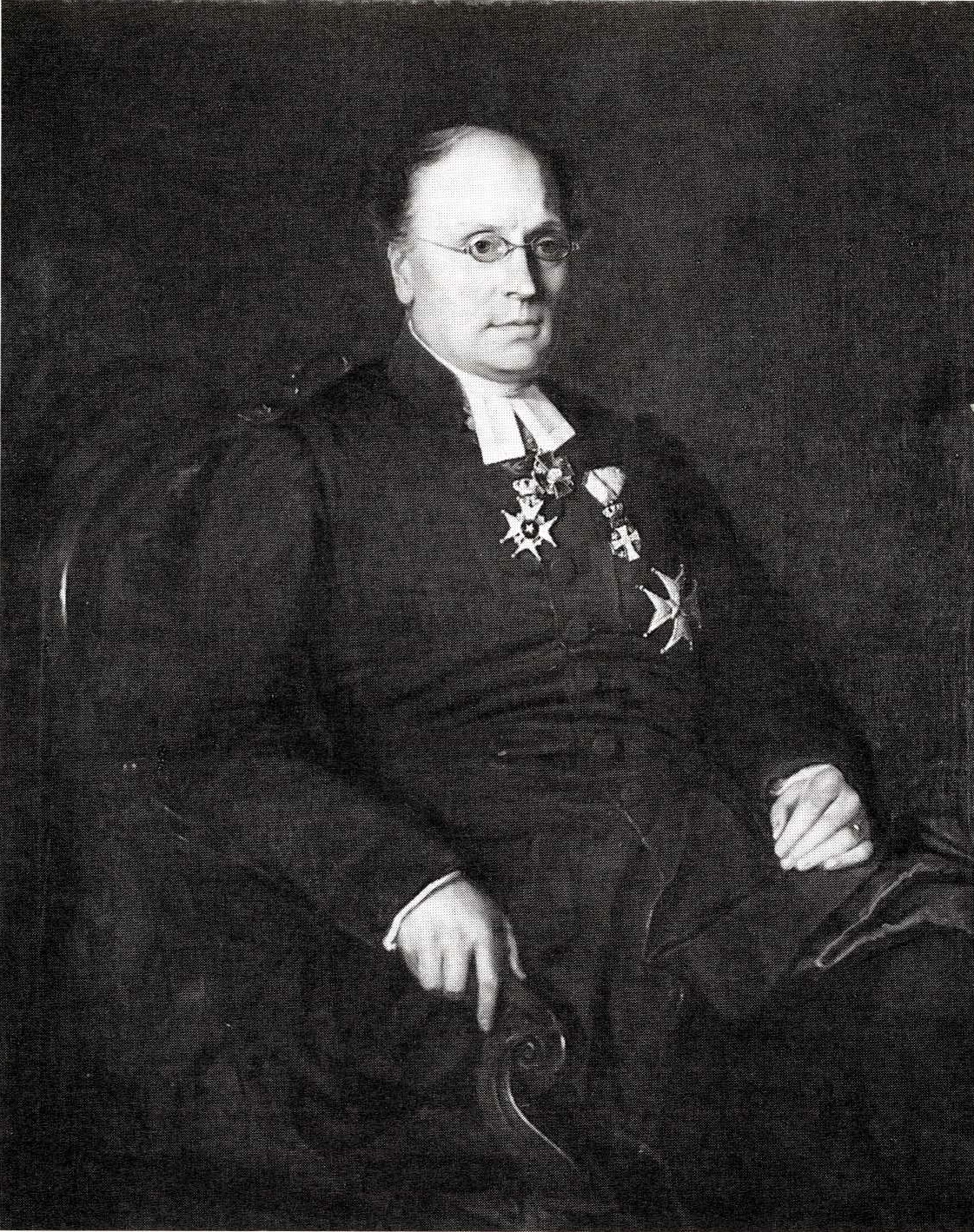
Johan Ludvig Runeberg, 1861
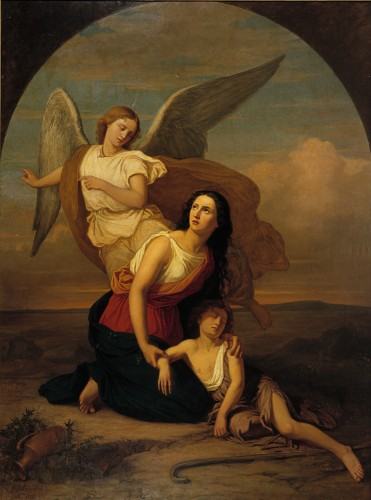
Hagar et Ismaël, 1858
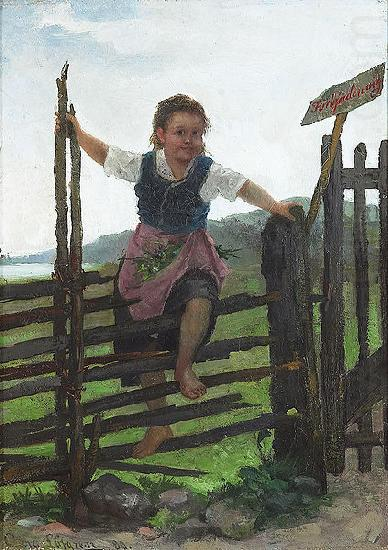
Le chemin interdit
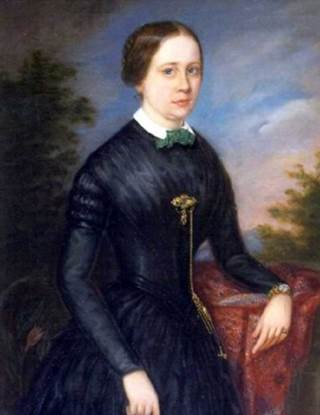
Katse, 1846